# کینگ کول قدیمی
کینگ کول قدیمی (به انگلیسی: Old King Cole) یک کارتون محصول دیزنی ۱٩٣٣ میلادی از سری سمفونی احمقانه است که بر اساس چندین نغمه کودکانه از داستان های پری دریایی از جمله "کینگ کول قدیمی" ساخته شده است. این انیمیشن توسط دیوید هند کارگردانی شد و در تاریخ ٢٩ ژوئیه ۱٩٣٣ منتشر شد.
این اثر بازسازی انیمیشن کوتاه ملودی غاز مادر است و به شکل رنگی ساخته شده است.

## اطلاعات بیشتر
- کینگ کول قدیمی در بانک اطلاعات اینترنتی فیلم‌ها (IMDb)
- برت لوئیس در IMDB
- کینگ کول قدیمی در بانک اطلاعات بیگ کارتون
- اطلاعات دیزنی شورتز